# 1. deild 1964
La 1. deild 1964 fu la 53ª edizione della massima serie del campionato islandese di calcio disputata tra il 20 maggio e il 27 settembre 1964 e conclusa con la vittoria del Keflavík, al suo primo titolo.
Capocannoniere del torneo fu Eyleifur Hafsteinsson (ÍA) con 10 reti.

## Formula
Come nella stagione precedente le squadre partecipanti furono sei e si incontrarono in un turno di andata e ritorno per un totale di dieci partite.
L'ultima classificata avrebbe retroceduto in 2. deild karla.
Le squadre qualificate alle coppe europee sarebbero state due: i campioni alla Coppa dei Campioni 1965-1966 mentre i vincitori della coppa nazionale alla Coppa delle Coppe 1965-1966.

## Squadre partecipanti
| Club     | Città     | Stadio | Posizione 1963     |
| -------- | --------- | ------ | ------------------ |
| Fram     | Reykjavík |        | 4º                 |
| KR       | Reykjavík |        | Campione d'Islanda |
| Valur    | Reykjavík |        | 3º                 |
| ÍA       | Akranes   |        | 2º                 |
| Þróttur  | Reykjavík |        | 2. deild           |
| Keflavík | Keflavík  |        | 5º                 |

## Classifica finale
|                    | Pos. | Squadra  | Pt | G  | V | N | P | GF | GS | DR  |
| ------------------ | ---- | -------- | -- | -- | - | - | - | -- | -- | --- |
| Islanda (bandiera) | 1.   | Keflavík | 15 | 10 | 6 | 3 | 1 | 25 | 13 | +12 |
|                    | 2.   | ÍA       | 12 | 10 | 6 | 0 | 4 | 27 | 21 | +6  |
|                    | 3.   | KR       | 11 | 10 | 4 | 3 | 3 | 16 | 15 | +1  |
|                    | 4.   | Valur    | 8  | 10 | 3 | 2 | 5 | 19 | 24 | -5  |
|                    | 5.   | Fram     | 7  | 10 | 2 | 3 | 5 | 16 | 20 | -4  |
|                    | 6.   | Þróttur  | 7  | 10 | 2 | 3 | 5 | 14 | 24 | -10 |

Legenda:
      Campione di Islanda e ammesso alla Coppa dei Campioni
      Ammesso alla Coppa delle Coppe
      Retrocesso in 2. deild karla
Note:
Due punti a vittoria, uno a pareggio, zero a sconfitta.

### Spareggio retrocessione
Fram e Þróttur terminarono a pari punti e disputarono uno spareggio per determinare la squadra retrocessa. L'incontro si tenne il 19 settembre 1964 allo stadio Laugardalsvöllur di Reykjavík.
| Reykjavík 19 settembre 1964 | Fram | 4 – 1 | Þróttur | Laugardalsvöllur |

### Verdetti
- Keflavík Campione d'Islanda 1964 e qualificato alla Coppa dei Campioni
- KR qualificato alla Coppa delle Coppe
- Þróttur retrocesso in 2. deild karla.